# تياغو باربوسا سواريس
تياغو باربوسا سواريس (11 ديسمبر 1989 بسانتانا دوايبانيما في البرازيل - ) هو لاعب كرة قدم برازيلي في مركز الوسط. لعب مع نادي تريفيزو ونادي لوكوموتيف بلوفديف ويوفي ستابيا.

## وصلات خارجية
- تياغو باربوسا سواريس على موقع قاعدة بيانات كرة القدم.إي يو (الإنجليزية)